# Chaintrix-Bierges
Chaintrix-Bierges är en kommun i departementet Marne i regionen Grand Est (tidigare regionen Champagne-Ardenne) i nordöstra Frankrike. Kommunen ligger i kantonen Vertus som tillhör arrondissementet Châlons-en-Champagne. År 2022 hade Chaintrix-Bierges 344 invånare.

## Befolkningsutveckling
Antalet invånare i kommunen Chaintrix-Bierges
| Referens: INSEE |